# Ягодно
Ягодно (хорв. Jagodno) — населений пункт у Хорватії, в Загребській жупанії у складі міста Велика Гориця.

## Населення
Населення за даними перепису 2011 року становило 521 осіб.
Динаміка чисельності населення поселення: